# الشايم (الطويلة)

تعديل مصدري - تعديل

الشايم هي إحدى قرى عزلة الضلاع الاسفل بمديرية الطويلة التابعة لمحافظة المحويت، بلغ تعداد سكانها 280 نسمة حسب تعداد اليمن لعام 2004.